# 2MASS J12392727+5515371
2MASS J12392727+5515371 ist ein zwischen 81,55 und 172,886 Lichtjahre von der Erde entfernter Brauner Zwerg im Sternbild Großer Wagen. Er wurde 2000 von J. Davy Kirkpatrick et al. entdeckt.
Er gehört der Spektralklasse L5 an. Seine Position verschiebt sich aufgrund seiner Eigenbewegung jährlich um 0,16531 Bogensekunden.